# Bradshaw (motorfiets)
Bradshaw is een historisch Brits merk van inbouwmotoren.

## Historie
Granville Bradshaw was een Britse constructeur die waarschijnlijk vanaf 1919 motorblokken bouwde die aan andere motormerken als inbouwmotor werden geleverd.  Hij was ook de drijvende kracht achter het merk ABC Sopwith.
Er waren heel veel motorfietsmerken die in de periode 1919 tot 1924 een Bradshaw-motor toepasten. Ook was Bradshaw in veel gevallen door zo’n merk ingehuurd als constructeur. Vooral zijn liggende eencilinders en tweecilinderboxermotoren werden vaak gebruikt, onder andere door ABC en Zenith. 
In 1923 ontwikkelde Bradshaw zijn beroemde oliegekoelde staande eencilindermotor. Die werd in eerste instantie door veel merken ingebouwd. De ontwikkeling en de productie waren echter te duur en de motoren hopeloos onbetrouwbaar. In 1925 werd de productie van dit blok gestaakt, hoewel Dorman Engineering in Northampton (van het merk Whirlwind) ze nog tot 1927 schijnt te hebben gemaakt. 
Hoewel het lange tijd stil was rond de motorproducent Bradshaw, die als constructeur en adviseur voor verschillende merken bleef werken, ontwikkelde hij nog in 1956 de zogenaamde “Omega-Ringmotor”.

## Bradshaw klanten

### Verenigd Koninkrijk
Alldays, British Standard, Brough, Cedos, Connaught, Coulson-B, Coventry Mascot, DOT, Martinshaw, Massey-Arran, Matador, Montgomery, New Scale, Nickson, OK, Omega, Orbit, PV, Sheffield-Henderson, Sparkbrook, Toreador, Zenith, 

### België
Mineur

### Duitsland
Agon, Andrees

### Frankrijk
DFR, Gnome et Rhône

### Italië
Alfa, Comfort, FM, Galbai, Reiter, SAR

### Oostenrijk
Golo

### Zwitserland
Paul Speidel